# Max Delys
Max Christian Delys (* 11. Juli 1951 in Cannes; † 31. Mai 1993) war ein französischer Schauspieler.

## Leben
Delys, Sohn eines angesehenen Mediziners, war in seiner Jugend aktiver Schwimmer und 1976 nationaler Vizemeister über 100 Meter Freistil. Im Alter von siebzehn Jahren verließ er in Begleitung seiner Freundin seine Familie und zog nach Rom, wo er bald darauf als Fotomodell und Schauspieler zu arbeiten begann. Zwischen 1969 und 1977 spielte er in einigen italienischen Genrefilmen jugendliche Draufgänger; nach seinen ersten Filmen studierte er in New York am Actors Studio und kehrte dann nach Rom zurück. Ab März 1973 war er in insgesamt 351 Fotoromanen zu sehen, deren letzter im Juni 1983 abgedruckt wurde. 1978 hatte er bereits nach finanziellen Problemen und wohl in Drogenprobleme verwickelt, Rom verlassen und war nach Cannes zurückgegangen, wo er bald darauf erkrankte. Laut dem Schauspieler Roberto Farnesi starb er mit etwas mehr als 30 Jahren.

## Filmografie
- 1968: Die Nonne von Monza (La monaca di Monza)
- 1969: Quintero, das As der Unterwelt (La legge dei gangsters)
- 1974: Brot und Schokolade (Pane e cioccolata)
- 1975: Die heißen Engel (La nottata)
- 1976: Bewaffnet und gefährlich (Liberi armati pericolosi)
- 1976: Gunman (Ritornano quelli della calibro 38)